# Gebäude des Clyde Navigation Trust

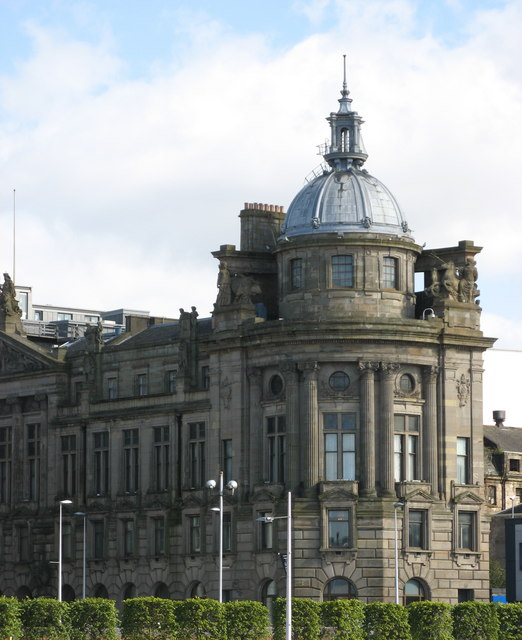
Clyde Navigation Trust

Das Gebäude des Clyde Navigation Trust ist ein Geschäftsgebäude in der schottischen Stadt Glasgow. 1966 wurde das Bauwerk als Einzeldenkmal in die schottischen Denkmallisten in der höchsten Denkmalkategorie A aufgenommen.

## Geschichte
Der Clyde Navigation Trust wurde 1858 per Parlamentsbeschluss gegründet. Er vereinte die Stadtverwaltung, Reeder, Händler und Industrielle und diente der Entwicklung von Handel und Infrastruktur am Clyde. Der Hauptsitz der Organisation wurde zwischen 1882 und 1886 nach einem Entwurf des schottischen Architekten John James Burnet erbaut. 1886 wurde der Entwurf für eine Erweiterung mit Campanile angefertigt, die in dieser Form jedoch nicht umgesetzt wurde. Die Erweiterung zwischen 1905 und 1908 plante Burnet ebenfalls. Einen zweiten Erweiterungsschritt plante Burnet zwar 1915, er wurde auf Grund des ausgebrochenen Ersten Weltkriegs jedoch nicht ausgeführt.

## Beschreibung
Das Gebäude des Clyde Navigation Trust befindet sich südlich des Stadtzentrum am rechten Clyde-Ufer nahe dem Bahnhof Glasgow Central. Das dreistöckige Gebäude ist im Stile der Neorenaissance ausgestaltet. Oberhalb des granitenen Sockels ist das Mauerwerk rustiziert. Die ostexponierte Fassade des älteren Gebäudeteils entlang der Robertson Street ist fünf Achsen weit. Ebenerdig schließen sämtliche Gebäudeöffnungen mit Rundbögen. Aus der Fassade heraustretende, skulpturierte Schiffsbüge flankieren den als Loggia mit drei Bögen gestalteten Eingangsbereich. Dreiecksgiebel bekrönen die länglichen Fenster im ersten Obergeschoss. Darüber zieht sich eine hohe Tempelfassade mit vier kompositen Säulen mit ungewöhnlich ausgestalteten Kapitellen. Das Tympanum des abschließenden Dreiecksgiebels ist detailreich skulpturiert. Eine Neptun-Skulptur sitzt auf.
Die Gestaltung des neueren Gebäudeteils entspricht jener des vorigen. Markant ist die rund fortgeführte abgekantete Gebäudeecke. Im zweiten Obergeschoss ist sie aufwändig mit Säulen mit reich ornamentierten Kapitellen gestaltet. Darauf sitzt eine Laterne mit abschließender Kuppel. Skulpturen stellen James Watt, Thomas Telford und Henry Bell dar.